# Sunrise: A Song of Two Humans
Sunrise: A Song of Two Humans, també coneguda com a Sunrise o l’Aurora, és una pel·lícula muda amb banda sonora sincronitzada estatunidenca dirigida pel director alemany F. W. Murnau el 1927. La història va ser adaptada per Carl Mayer a partir del conte "L'excursió a Tilsit", de la col·lecció de 1917 amb el mateix títol de Hermann Sudermann.

## Argument
Una dona de ciutat ("la dona"), que passa les seves vacances en un petit poble, sedueix un pagès ("l'home") i el convenç de matar la seva esposa ("l'esposa"), ofegant-la en el llac simulant el naufragi del seu bot. Però en el darrer moment, ell s'esfondra; l'esposa fuig en un tramvia cap a la ciutat i ell la segueix (en un magnífic tràveling). Allà el matrimoni es reconcilia progressivament i acaba retrobant l'amor perdut, descobrint el riure i la festa en l'atmosfera urbana. En travessar el llac de tornada a casa, però, els sorprèn una tempesta i naufraguen. L'home creu que l'esposa s'ha ofegat. La dona va a cercar-lo, creient que ha executat el pla. Però quan arriba la notícia que l'esposa s'ha salvat l'home corre a retrobar-la. El film finalitza amb el carruatge de la dona abandonant el poble i dissolent-se en el sol naixent.

## Banda sonora
Tot i que la pel·lícula no té cap diàleg audible, es va estrenar amb una partitura musical sincronitzada amb efectes de so mitjançant el sistema Movietone, llavors ja propietat de la Fox, que enregistrava so al mateix film. Sunrise va ser així un dels primers llargmetratges amb una partitura musical sincronitzada i una banda sonora d'efectes de so.
El film incorpora la composició de Charles Gounod Marxa funeral per a una titella per a piano (Marche funèbre d'une marionnette, 1873), que va inspirar al seu torn el tema de la sèrie de televisió Alfred Hitchcock Presents (1955–1965). El Preludi en la menor op. 28 (1838) de Frédéric Chopin també ocupa un lloc destacat en l'arranjament orquestral de la pel·lícula.
El 2016, la Dallas Chamber Symphony va encarregar una nova banda sonora original per a Sunrise al compositor Joe Kraemer. La partitura es va estrenar el 18 d'octubre de 2016 al Moody Performance Hall amb la direcció de Richard McKay. Seleccions de la banda sonora es van gravar i publicar a Caldera Records.

## Comentaris
"El geni cinematogràfic de Murnau va fer prodigis. La història, insípida, es va convertir en sublim gràcies a una prodigiosa ciència de la imatge" (Ado Kyrou). Vertader encantador de la llum, Murnau prova que el cinema es pot hissar al nivell de la literatura, i que la imatge muda deixa sorgir poesia i lirisme com una simfonia de Beethoven.
Aquesta pel·lícula va ser rodada després de la invitació adreçada a F. W. Murnau pel productor William Fox que havia vist Der letzte Mann. És la primera pel·lícula americana de Murnau. Ja molt conegut per les seves pel·lícules europees, en particular Nosferatu, es va beneficiar d'un pressupost il·limitat per a aquesta pel·lícula.
Com indica un rètol al començament de la pel·lícula, així com la denominació molt genèrica dels protagonistes («l'home», «la dona»), Murnau no ha volgut contar la història particular de dos personatges, sinó descriure una situació tipus i sentiments universals. Ha treballat particularment la fotografia en les escenes nocturnes que constitueixen l'essència de la pel·lícula. François Truffaut va dir que Sunrise és «la pel·lícula més bonica del món».
Sunrise: A Song of Two Humans va obtenir tres premis a la primera cerimònia dels Oscar el 1929: millor valor artístic (premi atorgat una sola vegada), Oscar a la millor actriu (Janet Gaynor, per a tres pel·lícules alhora) i Oscar a la millor fotografia (Charles Rosher i Karl Struss). L'any 1989 el National Film Registry de la Biblioteca del Congrés dels Estats Units la va seleccionar per a la seva preservació degut al seu interès cultural, històric o estètic.

## Repartiment

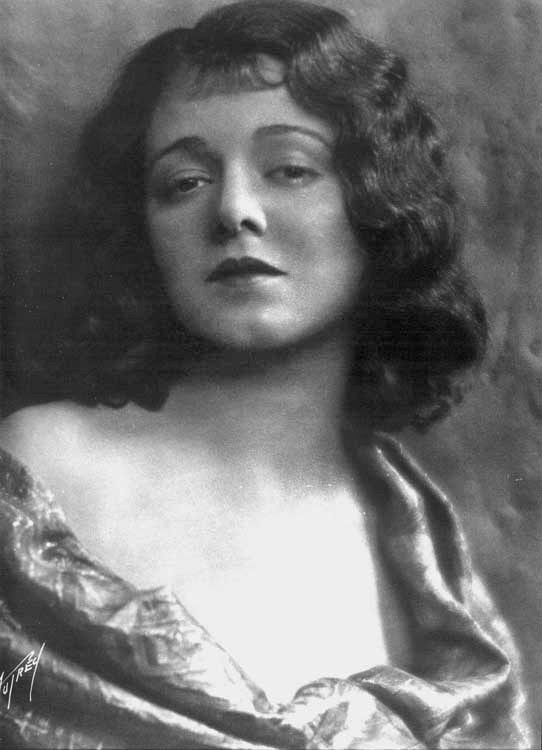
Janet Gaynor, foto del 1927

- George O'Brien: l'home
- Janet Gaynor: l'esposa
- Bodil Rosing: la serventa
- Margaret Livingston: la dona
- J. Farrell MacDonald: el fotògraf
- Ralph Sipperly: el barber
- Jane Winton: la manicura
- Arthur Houseman
- Eddie Boland
- Gina Corrado
- Sally Eilers